# Sankuru (Provinz)
Koordinaten: 3° 30′ S, 23° 30′ O

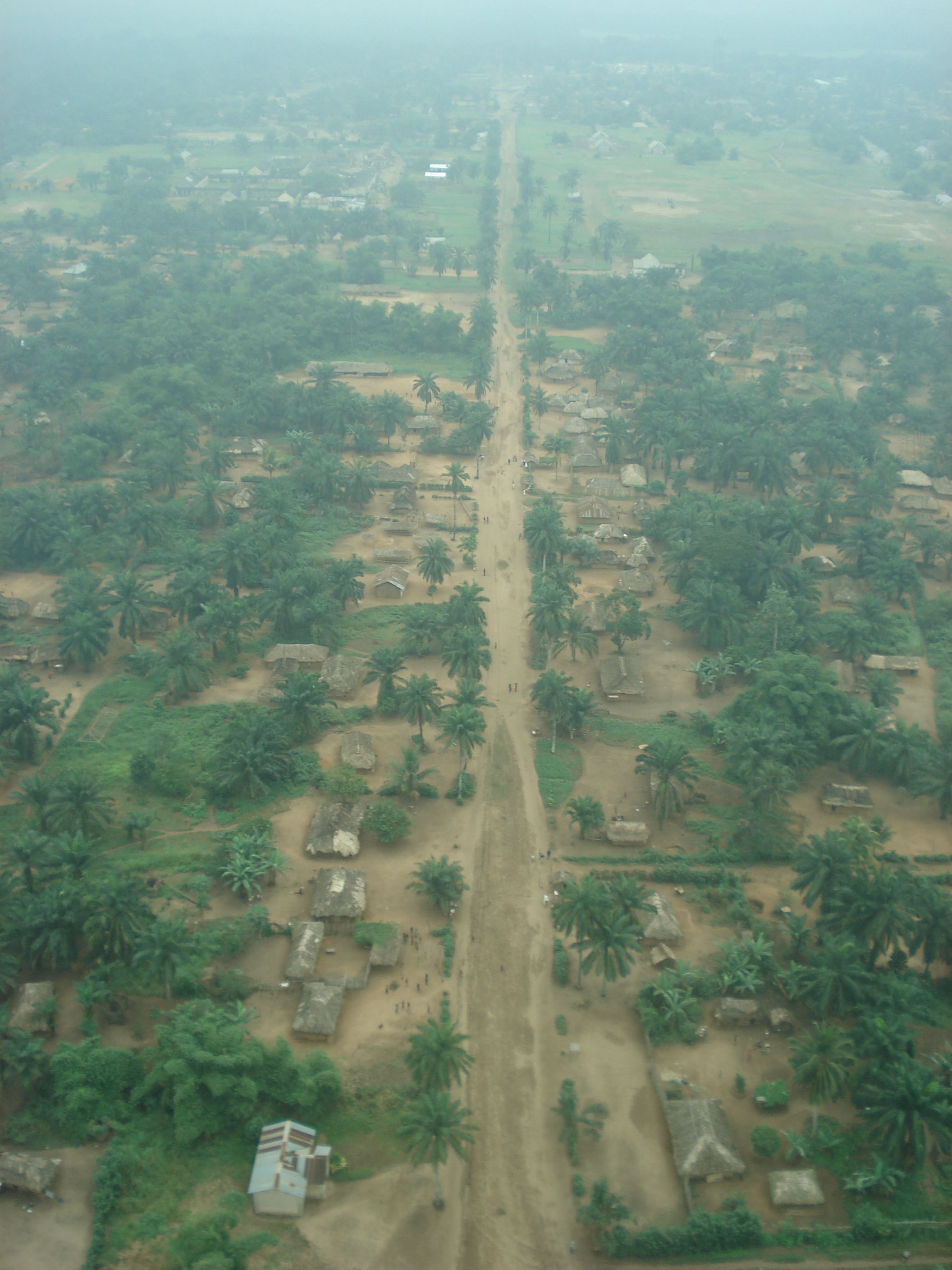
Blick über Kole, eine Kleinstadt in der Provinz

Sankuru ist eine Provinz in der Demokratischen Republik Kongo. Die Einwohnerzahl der Provinz betrug im Jahr 2015 2.110.000 Einwohner, die Hauptstadt ist Lusambo.

## Geographie
Sankuru liegt im Zentrum des Landes und grenzt im Norden an Tshuapa, im Nordosten an Tshopo, im Osten an Maniema, im Süden an Lomami und Kasaï-Oriental, im Südwesten an Kasaï-Central und im Westen an Kasaï.

### Landschaft
Sankuru ist eine der Provinzen im Land, die von Tropischem Regenwald geprägt ist. Daneben gibt es noch Busch- und Savannengebiete. Bezüglich der Fauna besitzt Sankuru eine sehr große Biodiversität: Es gibt Löwen, Zebras, Antilopen, Kudus, Nilpferde und verschiedene tropische Schlangen-, Krokodils- und Schildkrötenarten. Außerdem leben zahlreiche Affen- und Schimpansenformen in dem Gebiet.

### Verwaltungsgliederung
Die Provinz unterteilt sich in die sechs Territorien Katako-Kombe, Kole, Lodja, Lomela, Lubefu und Lusambo sowie die Stadt Lusambo.

## Geschichte
Das Gebiet der heutigen Provinz Sankuru gehörte seit der Unabhängigkeit der DR Kongo zu verschiedenen Provinzen. Bis 1962 war es zusammen mit dem heutigen Kasaï, Kasaï-Oriental, Kasaï-Central und Lomami Teil einer größeren Provinz, die den Namen „Kasai“ trug, von 1962 bis 1966 war es eine eigenständige Provinz und ab 1966 gehörte es zu Kasaï-Oriental.
Eine 2005 beschlossene Verwaltungsreform sah vor, dem Distrikt Sankuru den Provinzstatus zu erteilen. Sie wurde jedoch nicht umgesetzt und im Januar 2011 durch eine Verfassungsänderung von Präsident Joseph Kabila abgesagt. Allerdings wurde die Neugliederung 2015 doch umgesetzt und Kasaï-Oriental wurde in drei neue Provinzen aufgeteilt: Sankuru, Lomami und Kasaï-Oriental.